# Cenotafio de El Álamo
El cenotafio de El Álamo (en inglés: Alamo Cenotaph) también conocido como el Espíritu de Sacrificio, es un monumento en el distrito histórico de la plaza del Álamo del centro de San Antonio, en el estado de Texas al sur de los Estados Unidos. El escultor principal fue el italiano Pompeo Luigi Coppini. Allí se conmemora la batalla de El Álamo, que se luchó en la adyacente Misión de El Álamo. El monumento fue erigido en conmemoración del centenario de la batalla, y lleva los nombres de los que se conocen para haber luchado allí por el lado de Texas. En el cenotafio se lee: Erigido en memoria de los héroes que sacrificaron sus vidas en el Álamo, el 6 de marzo de 1836 en la «defensa de Texas», "Eligieron nunca rendirse ni retroceder, estos valientes corazones con la bandera aún ondeando con orgullo perecieron en las llamas de la inmortalidad que con su gran sacrificio dieron lugar a la fundación de esta Texas".